# Johannes Vorstius
Johannes (auch: Johann) Vorstius (* 22. Januar 1623 in Wesselburen; † 4. August 1676) war ein deutscher Kurfürstlicher Bibliothekar und Gymnasialdirektor.

## Leben
Vorstius war der Enkel des gleichnamigen Generalpropsts von Hadersleben. Er besuchte das Gymnasien in Itzehoe und das Christianeum in Hamburg, wo er bei Joachim Jungius am Akademisches Gymnasium studierte. Seit 1644 studierte er an der Universität Wittenberg, wo er promoviert wurde.
Anschließend arbeitete er als Hauslehrer in Helmstedt und ab 1648 in Jena. 1649 wurde er Ephorus der holsteinischen Alumnen in Rostock. 1653 unternahm er eine Studienreise in die Niederlande und wurde im gleichen Jahr Rektor des Gymnasiums in Flensburg. 1655 wurde Vorstius in Rostock zum Licentiaten der Theologie promoviert. Ab 1659 arbeitete er als Rektor des Joachimsthalschen Gymnasiums in Berlin, ab 1662 dann als Kurfürstlicher Bibliothekar in Berlin.
Vorstius war auf den Gebieten der Theologie und der Sprachwissenschaft wissenschaftlich tätig und verfasste zahlreiche Schriften. Er schrieb auch unter dem  Pseudonym Janus Orchamus.